# Josep Puig i Pujades
Josep Puig i Pujades (Figueres, Alt Empordà, 1883 – Perpinyà, 1949) fou un escriptor i polític català.
Treballà com a sastre a Barcelona, París i als magatzems familiars de Figueres. El 1907 es traslladà a Girona i fou membre de nombroses associacions culturals, com el Casal Català de París, de l'Associació Protectora de l'Ensenyança Catalana, el Foment de la Sardana de Figueres (1927) i mestre en Gai Saber del Felibritge Català per l'Acadèmia dels Jocs Florals de la Ginesta d'Or de Perpinyà (1934). Alhora, es dedicà a la literatura, escrivint contes d'estil postmodernista. També va dedicar-se a la pintura.
Políticament, el 1908 milità a l'Aplec Nacionalista Republicà i publicà a L'Autonomista, Empordà Federal, Joventut i Il·lustració Llevantina. En proclamar-se la Segona República Espanyola era president de la Federació Republicano-Socialista de l'Empordà, que s'adherí a Esquerra Republicana de Catalunya (ERC), partit amb el qual fou diputat provisional de la Generalitat el 1931, regidor de l'Ajuntament de Figueres el 1931-1938, i comissari de la Generalitat a Girona el 1933. Fou processat per la seva participació en els fets del sis d'octubre de 1934 i condemnat a 30 anys de presidi. A començaments de 1936 fou alliberat i a les eleccions generals espanyoles de 1936 fou elegit diputat pel Front d'Esquerres per la província de Girona. Durant la guerra civil espanyola fou nomenat cònsol de la República Espanyola a Lió i Perpinyà, i en acabar el conflicte es va exiliar.

## Obres
- Vida d'heroi: Narcís Monturiol, inventor de la navegació submarina (1918)
- Besllums (1923)
- Tràgedies de veïnat (1923)
- La fi de don Joan (1930), assaig
- Quan s'ha perdut la fe (1936)
- Contes (1937)
- Ell, a la presó (1938)

Obres presentades als Jocs Florals de Barcelona
- L'oncle Vicenç (1924)[3]
- Què cosa és amor? (1927)[4]
- Vidues blanques (1928)[5]
- Decepció (1929)[6]
- És blanca la lluna? (1929)[7]
- El foch que tot ho abranda (1931) (2n accèssit a la Copa Artística)